# Randall Flagg
Randall Flagg è un personaggio immaginario e il principale antagonista della serie La Torre Nera creato dallo scrittore horror statunitense Stephen King e riproposto in diversi romanzi, spesso con altri nomi o con le iniziali "R.F.".

## Personaggio
(Stephen King, Gli occhi del drago)
Flagg è descritto come uno stregone con poteri soprannaturali come la necromanzia, la profezia e l'influenza sulle persone. La sua prima apparizione è nel 1978 nel romanzo L'ombra dello Scorpione, dove assume il ruolo di antagonista. Altre apparizioni sono nel romanzo fantasy Gli occhi del drago e nella serie La Torre Nera con il nome Walter o'Dim. Il suo scopo principale è scatenare conflitti in genere per distruggere l'intera civiltà. Nel romanzo Gli occhi del drago cerca, ad esempio, di far cadere nell'oscurità la monarchia di Delain, mentre, ne L'ombra dello scorpione cerca di riunire gli scarti della società rimasti vivi all'epidemia, con scopi poco pacifici.
Il personaggio di Randall Flagg è conosciuto con diversi nomi all'interno delle opere di Stephen King, fra gli altri Nyarlathotep (un personaggio di Lovecraft). Molti dei suoi nomi hanno come iniziali le lettere "R.F.". Ne sono un esempio Richard Fannin, personaggio presente nel terzo volume della serie La torre nera dal titolo Terre desolate, e Rudin Filaro, che appare in un flashback sempre all'interno della serie La Torre Nera. Solitamente ha un aspetto molto comune, così come il suo vestiario, costituito solitamente da jeans, giacche in pelle e stivali da cowboy. Colleziona inoltre spille, che ama attaccare sopra i suoi vestiti. Fra queste, ve n'è una con il simbolo della pace, una con una faccia sorridente con un foro di pallottola in testa. Ne L'ombra dello scorpione indossa invece una spilla con uno Smiley giallo, una con un maiale morto con un cappello da poliziotto che chiede "Com'è il vostro porco?" (How's your pork?), e una con un bulbo oculare.
Il suo vero nome è Walter Padick, nato a Delain nel Medio-Mondo e figlio di Sam Padick, ma il nome che Flagg usa più spesso è quello di Walter o'Dim.  A tredici anni fuggì di casa per una vita sulla strada, ma fu violentato da un vagabondo. Resistendo alla tentazione di tornare a casa strisciando, Walter invece si muove verso il suo destino; lui impara varie forme di magia acquisendo una quasi-immortalità. Dopo secoli di caos e distruzione Flagg attira le attenzioni del Re Rosso, che lo adotta come suo emissario. Flagg viene infine divorato da Mordred Deschain ne La Torre Nera, costretto telepaticamente a strapparsi gli occhi e la lingua.

## Fumetti
Nella storia a fumetti "Il Mago", Walter sarebbe in realtà il figlio del demone Maerlyn, e quindi fratello dello spirito che abita la sfera rosa dell'Iride di Maerlyn. Viene inoltre rivelato che i due sono amanti, finché la sorella, gelosa dei suoi rapporti con Gabrielle Deschain, la madre di Roland, con una visione ne provoca la morte per mano di Roland, come raccontato ne La sfera del buio. Così Walter, furioso, la imprigiona all'interno della sua sfera per sempre. Sempre secondo il fumetto, Walter fu dato in affidamento a un mugnaio di nome Tom Padick per imparare la vita degli umani. Questo avvenne almeno mille anni prima degli avvenimenti narrati nella Torre Nera

## Curiosità

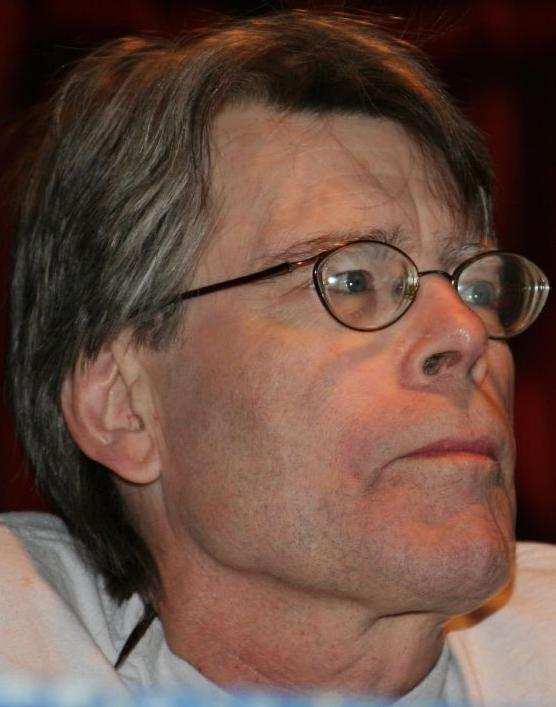
Stephen King

Così Stephen King parla di Randall Flagg in un'intervista radiofonica del 1979:
Così in un'intervista del 1980, parlando del romanzo L'ombra dello scorpione: